# ごめんなさいのKissing You
「ごめんなさいのKissing You」（ごめんなさいのキッシング・ユー）は、E-girlsのシングル曲6作目。2013年10月2日発売。

## 概要
- 「CD+DVD」「CD」「ワンコインCD」「ミュージックカード(全29種）」[4]の32形態[5][6]で発売された。
- 表題曲は、阿部サダヲ主演の映画『謝罪の王様』の主題歌[7]。カップリングには、Happinessとの武者修行対決で勝利したFlowerの新曲「初恋」[8]や、アン・ルイスのカヴァー曲「恋のブギ・ウギ・トレイン」[9]などを収録している。
- 本作は「One Two Three」以来となる、E-girls全メンバー参加である。
- 「ごめんなさいのKissing You」のミュージック・ビデオは、千葉県のロングウッドステーションで撮影が行われ、全国のEXPGに在校する500名の女子生徒がエキストラ参加した。また、2作目のシングル曲「One Two Three」から前作「CANDY SMILE」まで披露していた制服ダンスはなく、代わりにFlowerとHappinessによるダンスバトルシーンや、生田梨沙を除くグループに属さないメンバーによるドリル・フォーメーションのシーンが盛り込まれている。

## 収録曲

### CD
1. ごめんなさいのKissing You
作詞：Yu Shimoji、作曲・編曲：CLARABELL(RzC)
  - 東宝配給映画『謝罪の王様』主題歌[7]
  - ボーカルはDreamのShizuka・Ami、Flowerの鷲尾伶菜。
2. 初恋 / Flower
作詞：Narumi Yamamoto、作曲：Chris Meyer・Takumi Tsukada・Grace、編曲：POCHI
  - サマンサタバサ「Samantha×カワイイ×Art」CM“ LOVE LOVE Samantha編”CMソング[8]
  - テレビ朝日系『musicる TV』2013年10月度エンディングテーマ
  - ボーカルは鷲尾伶菜と武藤千春。
  - 2013年8月に行われたHappinessとの武者修行対決で勝利し、勝者特典の1つとして収録された[8]。レコード会社は異なるが、2014年1月22日リリースのFlowerの1stアルバム『Flower』にも収録されている。
3. Fancy Baby
作詞：Kanata Okajima、作曲：John Hallgren・Kanata Okajima、編曲：John Hallgren
  - フジテレビ系『めざにゅ〜』テーマソング
  - ボーカルは武部柚那とHappinessの川本璃。
4. 恋のブギ・ウギ・トレイン
作詞：Minako Yoshida、作曲：Tatsuro Yamashita、編曲：Yuta Nakano
  - アン・ルイスの同名曲をカバー[9]。
  - ボーカルはDreamのShizuka・Aya・Ami・Erie、Happinessの藤井夏恋・川本璃、Flowerの鷲尾伶菜・武藤千春、武部柚那。
5. ごめんなさいのKissing You (Instrumental)
6. 初恋 (Instrumental) / Flower
7. Fancy Baby (Instrumental)
8. 恋のブギ・ウギ・トレイン (Instrumental)

### CD+DVD
CD
1. ごめんなさいのKissing You
2. 初恋 / Flower
3. Fancy Baby
4. 恋のブギ・ウギ・トレイン
5. ごめんなさいのKissing You (Instrumental)
6. 初恋 (Instrumental) / Flower
7. Fancy Baby (Instrumental)
8. 恋のブギ・ウギ・トレイン (Instrumental)

DVD
1. ごめんなさいのKissing You (Video Clip)
2. ごめんなさいのKissing You (Making Clip)